# SN 2009fz
SN 2009fz – supernowa typu IIb odkryta 8 czerwca 2009 roku w galaktyce NGC 6209. W momencie odkrycia miała maksymalną jasność 16,50m.